# IC 80A
IC 80A је спирална галаксија у сазвјежђу Кит која се налази на листи објеката дубоког неба у Индекс каталогу.
Деклинација објекта је - 15° 24' 23" а ректасцензија 1h 8m 51,1s. Привидна величина (магнитуда) објекта IC 80 износи 14,1 а фотографска магнитуда 15,0. IC 80A је још познат и под ознакама MCG -3-4-8, DRCG 8-61, PGC 4071.